# Rockaway Park (Queens)
Rockaway Park es un barrio del borough de Queens de la ciudad de Nueva York (Estados Unidos). El área se encuentra en la península de Rockaway, ubicada entre la bahía de Jamaica al norte y el océano Atlántico al sur. El vecindario de Rockaway Beach se encuentra en su límite este, mientras que la comunidad de Belle Harbor está situada en su lado oeste. El vecindario es parte de la Junta Comunitaria de Queens 14.

## Personaje
El Rockaway Park, fuertemente irlandés, ha sido llamado la "Riviera irlandesa". El censo de Estados Unidos de 2000 mostró que el 36,0% de la población era de ascendencia irlandesa en la ZCTA para el código postal 11694. El desfile del Día de San Patricio en Rockaway es el segundo Desfile del Día de San Patricio más grande de la ciudad de Nueva York, solo superado por el Desfile del Día de San Patricio de Nueva York en la Quinta Avenida de Manhattan.
El vecindario se centra alrededor de Beach 116th Street, una calle de dos cuadras que se extiende desde Beach Channel Drive hacia el sur hasta Ocean Promenade. En el extremo norte de la calle se encuentra Tribute Park, que tiene un monumento a los 343 bomberos muertos en los ataques terroristas del 11 de septiembre, y en su extremo sur hay un monumento a las 265 víctimas del vuelo 587 de American Airlines, que se estrelló cerca el 12 de noviembre de 2001.

## Transporte
Manhattan es accesible para los viajeros a través de la A y trenes en la estación Rockaway Park–Beach 116th Street, la terminal de la línea IND Rockaway y sus servicios asociados. 
El área cuenta con rutas de autobús operadas por MTA New York City Bus. El autobús Q22 recorre toda la península de Rockaway. El Q52 SBS va desde Beach 54th Street en Arverne, sobre Cross Bay Bridge a través de Cross Bay Boulevard hasta Woodhaven. El Q53 SBS va desde Beach 116th Street, sobre Cross Bay Bridge a través de Cross Bay Boulevard hasta Woodside, y la estación Woodside LIRR y la estación de metro Woodside–Calle 61. El Q35 va desde Beach 116th Street hasta la estación de metro Avenida Flatbush–Brooklyn College, y College de Brooklyn de la Universidad de la Ciudad de Nueva York, en Brooklyn a través de Marine Parkway-Gil Hodges Memorial Bridge y la Avenida Flatbush. Atraviesa Belle Harbor, Neponsit y el parque Jacob Riis en la península de Rockaway. 
A raíz del huracán Sandy el 29 de octubre de 2012, que causó daños masivos a la infraestructura de la A tren al sur de la estación en Howard Beach–Aeropuerto JFK, el operador de ferry SeaStreak comenzó a operar un servicio de ferry subsidiado por la ciudad entre un atracadero improvisado en Beach 108th Street y Beach Channel Drive en Rockaway Park y Pier 11/Wall Street en el Distrito Financiero de Manhattan, luego hasta East 34th Street Ferry Landing. En agosto de 2013, se agregó una parada en Brooklyn Army Terminal. El servicio se extendió varias veces pero fue finalizando finalmente el 31 de octubre de 2014. El 1 de mayo de 2017, la ruta Rockaway del NYC Ferry comenzó a operar entre Pier 11/Wall Street en el Distrito Financiero de Manhattan y Beach 108th Street en Rockaway Park, con una parada en Brooklyn Army Terminal.